# Cancer Discovery
Cancer Discovery, abgekürzt Cancer Discov., ist eine wissenschaftliche Fachzeitschrift, die von der American Association for Cancer Research veröffentlicht wird. Derzeit erscheint die Zeitschrift mit zwölf Ausgaben im Jahr. Es werden Arbeiten aus allen Bereichen der Onkologie veröffentlicht.
Der Impact Factor lag im Jahr 2016 bei 20,01. Nach der Statistik des ISI Web of Knowledge wird das Journal mit diesem Impact Factor in der Kategorie Onkologie an siebenter Stelle von 217 Zeitschriften geführt.